# Oskar Flatt

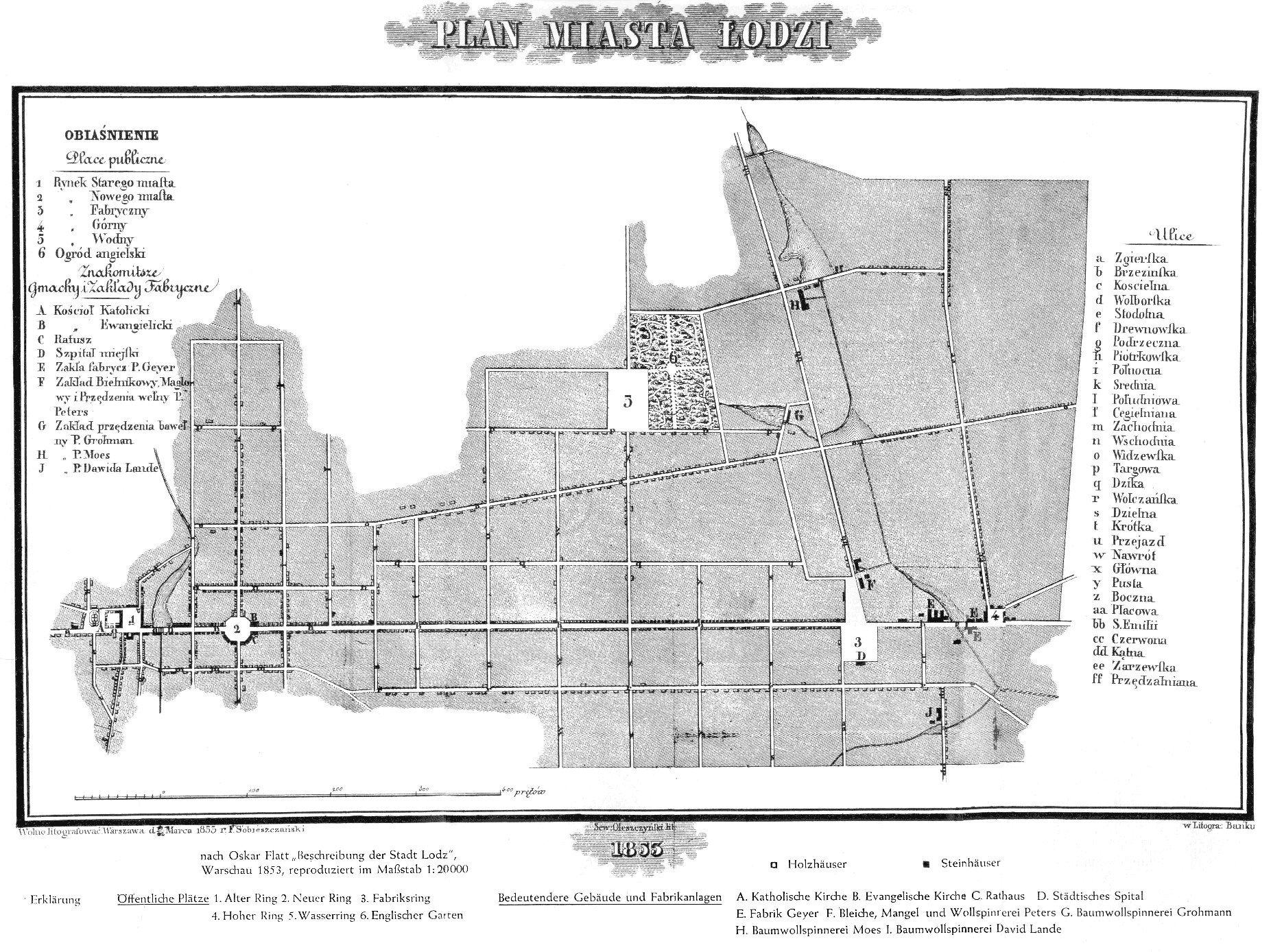
Opis miasta Łodzi Oskara Flatta z 1853 roku

Oskar Flatt (ur. 6 listopada 1822 w Siedlcach, zm. 3 września 1872 w Warszawie) – krajoznawca, autor wielu opracowań z zakresu historii, geografii, etnografii i statystyki, m.in. pierwszej monografii Łodzi wydanej drukiem w 1853: Opis miasta Łodzi pod względem historycznym, statystycznym i przemysłowym, zawierającej osiem pierwszych ilustracji obiektów łódzkich i pierwszy plan miasta.
Oskar Flatt został pochowany na cmentarzu ewangelicko-augsburskim przy ul. Młynarskiej w Warszawie (aleja 1, grób 51). Nagrobek został w 2006 odrestaurowany przez Towarzystwo Opieki nad Zabytkami w Warszawie z funduszy przekazanych w ramach 1% podatku.

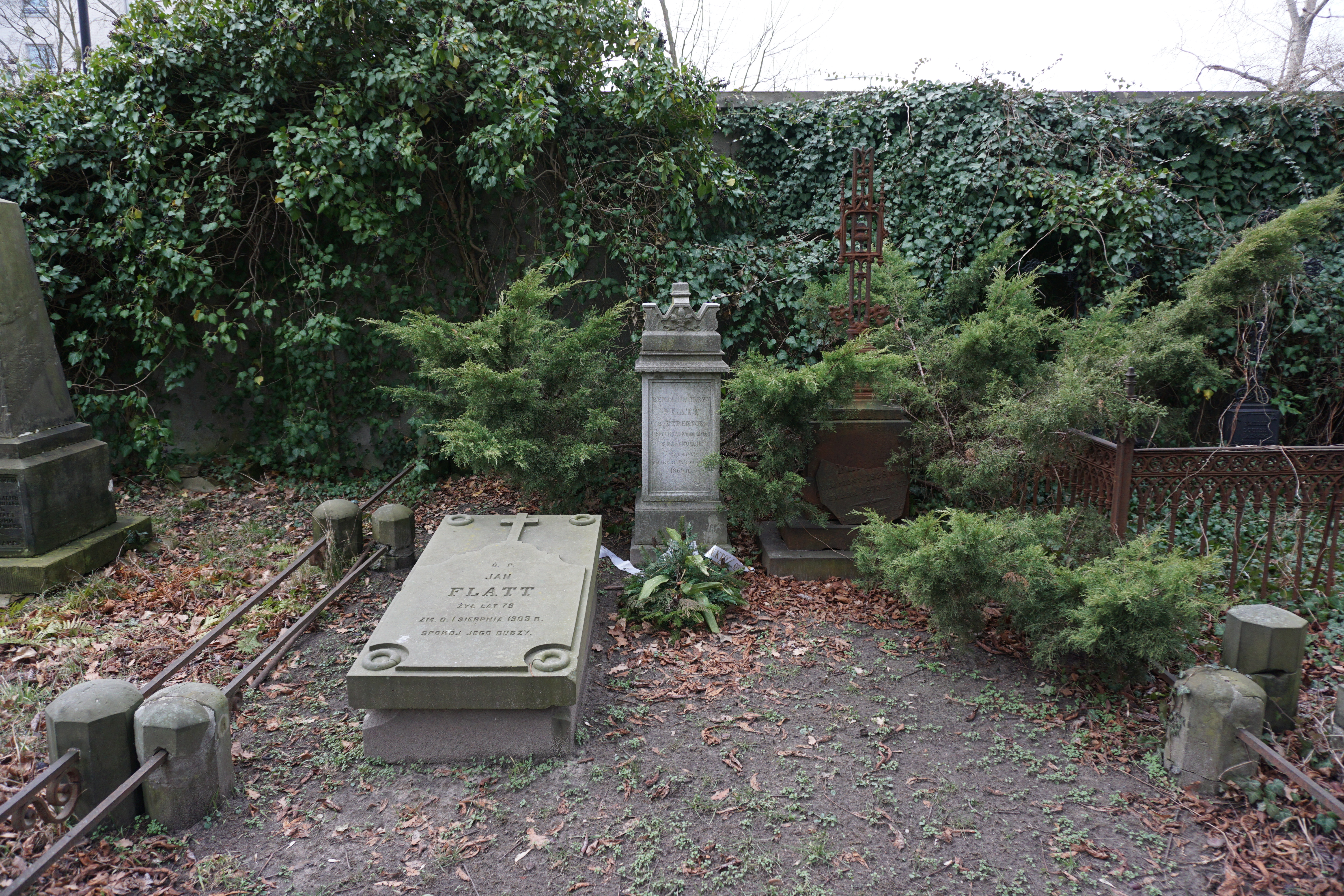
Grób Jerzego Beniamina Flatta na cmentarzu ewangelicko-augsburskim w Warszawie

## Wykształcenie i praca zawodowa
Ukończył gimnazjum (obecne I Liceum Ogólnokształcące im. Bolesława Chrobrego) w Piotrkowie Trybunalskim – jego ojciec, Bogumił Flatt, był w tej szkole nauczycielem języka niemieckiego.
Wybrał karierę urzędnika. Początkowo był urzędnikiem rządu gubernialnego w Warszawie, potem urzędnikiem kolejowym. Był wyższym urzędnikiem, a nawet dyrektorem Kolei Żelaznej Libawskiej (jednej z najdłuższych w ówczesnej Rosji).
W 1866 Oskar Flatt pisał w „Tygodniku Ilustrowanym” o Kolei Żelaznej Fabryczno-Łódzkiej tak, jakby był zawodowo związany z tą koleją, choć być może był to jedynie efekt zaangażowanego krajoznawstwa, które uprawiał równolegle do pracy zawodowej.

## Zainteresowania pozazawodowe
Oskar Flatt poza pracą zawodową uprawiał z zaangażowaniem i z powodzeniem działalność dziennikarską, był też literatem, krytykiem, ale przede wszystkim krajoznawcą. Od 1849 był dziennikarzem i współredaktorem „Gazety Codziennej”, w 1862 przekształconej w „Gazetę Polską”. Na łamach „Gazety” zamieszczał liczne korespondencje terenowe, sygnowane literą F.
Człowiek o szerokich zainteresowaniach, pełen temperamentu, z czasem wyborny znawca kraju rodzinnego, autor wielu artykułów, a nawet publikacji z zakresu historii, geografii, etnografii, statystyki itp. Obowiązki swoje traktował nadzwyczaj sumiennie, a ulubionym działaniom pozazawodowym oddawał się z pełnym zaangażowaniem, wręcz z pasją, tym bardziej, że nie był obarczony obowiązkami głowy rodziny. Jego rozległe zainteresowania, rzutki umysł, uważna, a nawet krytyczna obserwacja licznych przejawów życia gospodarczego i społecznego podczas podróży służbowych w różne rejony kraju dostarczały obfitych materiałów do wnikliwych analiz i rzeczowych uogólnień. Ruchliwy tryb życia dawał mu okazję do poznawania wielu ludzi i zjawisk społecznych, do poznawania przeszłości odległej i niedawnej, ale szczególnie pasjonowały go współczesne problemy gospodarcze i socjalne.
Był zapalonym krajoznawcą (zwano ich wtedy „wielbicielami swojszczyzny”), badaczem zarówno przeszłości historycznej, jak i folkloru, pieśni i zwyczajów ludu ziem polskich (Polski nie było wówczas na mapie Europy, w wyniku rozbiorów wchodziła w skład Rosji, Prus i Austro-Węgier). Wędrował najróżnorodniejszymi środkami lokomocji – koleją żelazną, statkiem parowym po Wiśle, dyliżansami i karetkami pocztowymi, furmankami oraz konno. Wędrował i opisywał kraj, przede wszystkim Królestwo Polskie, ale także inne ziemie polskie pod zaborami. Opisywał Mazowsze, Kujawy, Pomorze, Podlasie, Lubelszczyznę, Góry Świętokrzyskie, Tatry, brzegi Wisły od Warszawy aż do Gdańska. Napisał Słowo o Łużycach i Łużycanach, zapewne i tam był. Poznawał też ościenne kraje Europy: Austrię, Prusy, Rosję. Zapuścił się też do Francji i Anglii.
W 1855 opublikował w „Gazecie Codziennej” relację pt. Jarmark w Łowiczu, opisując w niej lokalne obyczaje łowickie, jarmarki „świętomichałowe” i „świętojańskie” tam odbywane. Był współorganizatorem wystaw i konkursów rolniczych organizowanych w tym regionie kraju. Stał mocno na gruncie praktycznej działalności, był gorącym zwolennikiem postępu w technice, nauce i gospodarce. Postawa taka nie była wówczas ani częsta, ani popularna. Szczególną uwagę poświęcał rozwojowi przemysłu polskiego, był zatem jakby prekursorem pozytywizmu.
Niezwykle interesował się krajowym „fenomenem przemysłowym” – Łodzią, najbardziej przyciągał jego uwagę rosnący wówczas łódzki okręg przemysłowy, a szczególnie jego centrum – Łódź, kolebka krajowego przemysłu bawełnianego. Opublikował o Łodzi szereg artykułów, pierwszych w jej dziejach obszernych korespondencji i w 1852 zaczął publikować w odcinkach Opis miasta Łodzi Oskara Flatta z 1853 roku, wydany wkrótce w postaci zwartej publikacji.
Miał i inne związki z Łodzią. 19 listopada 1866 r. jako naczelnik Kancelarii Prezesa Rady Zarządzającej Towarzystwa Drogi Żelaznej Fabryczno-Łódzkiej zredagował odpowiedź do Magistratu m. Łodzi w sprawie niemożności wykonania dla ruchu drogowego przejazdów pod czy nad torami kolei fabrycznej na ulicach Targowej i Widzewskiej (obecna ul. J. Kilińskiego), bowiem tereny kolejowe sięgały ulicy Dzikiej (obecnej ul. H. Sienkiewicza) i tam był pierwszy dworzec. Treść pisma wykazuje doskonałą znajomość Łodzi i wszystkich perturbacji poprzedzających wybudowanie torów Kolei Żelaznej Fabryczno-Łódzkiej i dworca Fabrycznego.

## Publikacje
Jedynymi znanymi publikacjami jego autorstwa (oprócz licznych artykułów) są:
- Opis Piotrkowa Trybunalskiego pod względem historycznym i statystycznym (drukowany w odcinkach  od 17 lutego do 25 maja 1850 w „Gazecie Rolniczej, Przemysłowej i Handlowej”  nr 7-11 i 18-21 – dodatku do „Gazety Codziennej”, następnie wydany jako samodzielna publikacja w 1850 r.)[5]
- Opis miasta Łodzi pod względem historycznym, statystycznym i przemysłowym (drukowany w odcinkach w 1852 w „Gazecie Rolniczej, Przemysłowej i Handlowej” – nr 27-29, 31-34, 36-39, 43-45, 47-48, dodatku do „Gazety Codziennej”, następnie wydany nakładem „Gazety Codziennej” w 1853 jako samodzielna publikacja)[6][7]
- Wspomnienia z wycieczki grudniowej w Mazowsze, Warszawa 1852, ss. 34 (Cyfrowa Biblioteka Narodowa Polona )
- Brzegi Wisły od Warszawy do Ciechocinka z dopełniającym poglądem na przestrzeń od Torunia do Gdańska. Przewodnik żeglugi parowej, Warszawa 1854, Drukarnia „Gazety Codziennej”, ss. 116 + mapka „Koryto Wisły od Płocka do Torunia” (Cyfrowa Biblioteka Narodowa Polona)
- Gawędy i notatki z podróży, Warszawa 1855, ss. 185, Drukarnia „Gazety Codziennej” (Cyfrowa Biblioteka Narodowa Polona)
- Piotrków dziś i przed dwudziestu laty, Jana Jaworskiego Kalendarz Astronomiczno-Gospodarczy na rok 1854, s. 115-123